# Isabelle Gorce
Isabelle Gorce, née le 22 décembre 1961 à Rueil-Malmaison, est une magistrate française, directrice de l'administration pénitentiaire de 2013 à 2016, présidente du tribunal judiciaire de Marseille le 22 novembre 2016 puis Première présidente de la cour d'appel de Bordeaux le 1er octobre 2020.

## Carrière
Isabelle Gorce est magistrate, formée à l'École nationale de la magistrature (ENM) d'où elle sort en janvier 1988.
Le 27 février 1998, Isabelle Gorce, alors substitut à l'administration centrale du ministère de la Justice, est nommée sous-directrice à la Chancellerie. Elle y engage la réforme des conseillers pénitentiaires d'insertion et probation,
Elle est ensuite nommée vice-présidente du tribunal de grande instance de Paris le 30 octobre 2002, puis conseillère référendaire à la Cour de cassation le 15 novembre 2004.
Le 1er mai 2009, Isabelle Gorce est nommée directrice interrégionale des services pénitentiaires de Bordeaux pour une durée de trois ans. En cette qualité, elle est nommée membre suppléant du conseil d'administration de l'École nationale d'administration pénitentiaire le 13 mai 2009, puis membre titulaire le 29 janvier 2010. Elle quitte ses fonctions de directrice interrégionale le 25 mai 2010, sanctionnée pour avoir relayé les aléas budgétaires de l'administration pénitentiaire,.
Elle revient comme directrice de l'administration pénitentiaire de 2013 à 2016,,,.
Elle est présidente du tribunal de grande instance de Marseille le 22 novembre 2016.  Elle rompt alors une convention signée à l’automne 2016 avec France Culture, ce qui génère une controverse. Elle préside la cour d'appel de Bordeaux le 1er octobre 2020,.
Elle a fait partie du Syndicat de la magistrature.

## Décorations
- Officier de la Légion d'honneur (2021), chevalier en 2009[23]
- Commandeur de l'ordre national du Mérite (nommée le 15 mai 2025[24] ; officier du 18 juillet 2016 ; chevalier du 25 octobre 2002[25]).
- Médaille d'honneur de l'administration pénitentiaire, argent (2005)[26]